# Caridina ebuneus
Caridina ebuneus е вид десетоного от семейство Atyidae.

## Разпространение
Видът е разпространен в Кот д'Ивоар.